# Teinotarsus latipes
Teinotarsus latipes är en skalbaggsart som beskrevs av Lewis 1904. Teinotarsus latipes ingår i släktet Teinotarsus och familjen stumpbaggar. Inga underarter finns listade i Catalogue of Life.